# Xətai (métro de Bakou)
Xətai (anciennement Shaumyan) est une station de métro Azerbaïdjanaise de la ligne 2 du métro de Bakou, située avenue Khojalı dans la ville de Bakou.
Elle est mise en service en 1968 et renommée en 1990.

## Situation sur le réseau
Établie en souterrain, la station terminus Xətai est située sur la ligne 2 du métro de Bakou, avant la station Nizami, en direction de Dərnəgül.

## Histoire
La station « Shaumyan », construite par l'architecte K.İ. Senchikhin, est mise en service le 28 février 1968.
Elle est renommée Xətai le 11 mai 1990.